# Мидлбург (Вирџинија)
Мидлбург (енгл. Middleburg) град је у америчкој савезној држави Вирџинија. По попису становништва из 2010. у њему је живело 673 становника.

## Демографија
Према попису становништва из 2010. у граду је живело 673 становника, што је 41 (6,5%) становника више него 2000. године.
| Група             | 2000.       | 2010.       |
| Белци             | 470 (74,4%) | 490 (72,8%) |
| Афроамериканци    | 128 (20,3%) | 118 (17,5%) |
| Азијати           | 1 (0,2%)    | 4 (0,6%)    |
| Хиспаноамериканци | 27 (4,3%)   | 42 (6,2%)   |
| Укупно            | 632         | 673         |